# Aristelliger praesignis
Espèce
Synonymes
- Hemidactylus praesignis Hallowell, 1856
- Aristelliger nelsoni Barbour, 1914

Aristelliger praesignis est une espèce de geckos de la famille des Sphaerodactylidae.

## Répartition
Cette espèce se rencontre :
- dans les îles Swan au Honduras ;
- dans les îles Caïmans ;
- en Jamaïque.

## Description
C'est une espèce arboricole, nocturne et insectivore.

## Liste des sous-espèces
Selon The Reptile Database (31 mai 2012) :
- Aristelliger praesignis nelsoni Barbour, 1914
- Aristelliger praesignis praesignis (Hallowell, 1856)

## Publications originales
- Barbour, 1914 : A Contribution to the Zoögeography of the West Indies, with Especial Reference to Amphibians and Reptiles. Memoirs of the Museum of Comparative Zoölogy, vol. 44, n. 2, p. 205-359 (texte intégral).
- Hallowell, 1856 : Notes on the reptiles in the collection of the Academy of Natural Sciences of Philadelphia. Proceedings of the Academy of Natural Sciences of Philadelphia, vol. 8, p. 221-238 (texte intégral).